# Świadkowie Jehowy w województwie wielkopolskim
Świadkowie Jehowy w województwie wielkopolskim – wspólnota religijna Świadków Jehowy w województwie wielkopolskim. W wyniku Narodowego Spisu Powszechnego Ludności i Mieszkań 2011 określono liczbę osób na terenie województwa deklarujących swoją przynależność religijną do Świadków Jehowy na 10 530. Natomiast liczba głosicieli według opracowania GUS „Wyznania religijne w Polsce 2019–2021” w roku 2021 wynosiła 9485. We wrześniu 2024 roku na terenie województwa znajdowały się miejsca zebrań 107 zborów (w tym zboru i grupy języka migowego, zboru angielskojęzycznego, dwóch zborów i dwóch grup rosyjskojęzycznych oraz zboru i grupy ukraińskojęzycznej oraz dwóch grup hiszpańskojęzycznych).

## Historia

### Początki

#### Lata 1904–1919

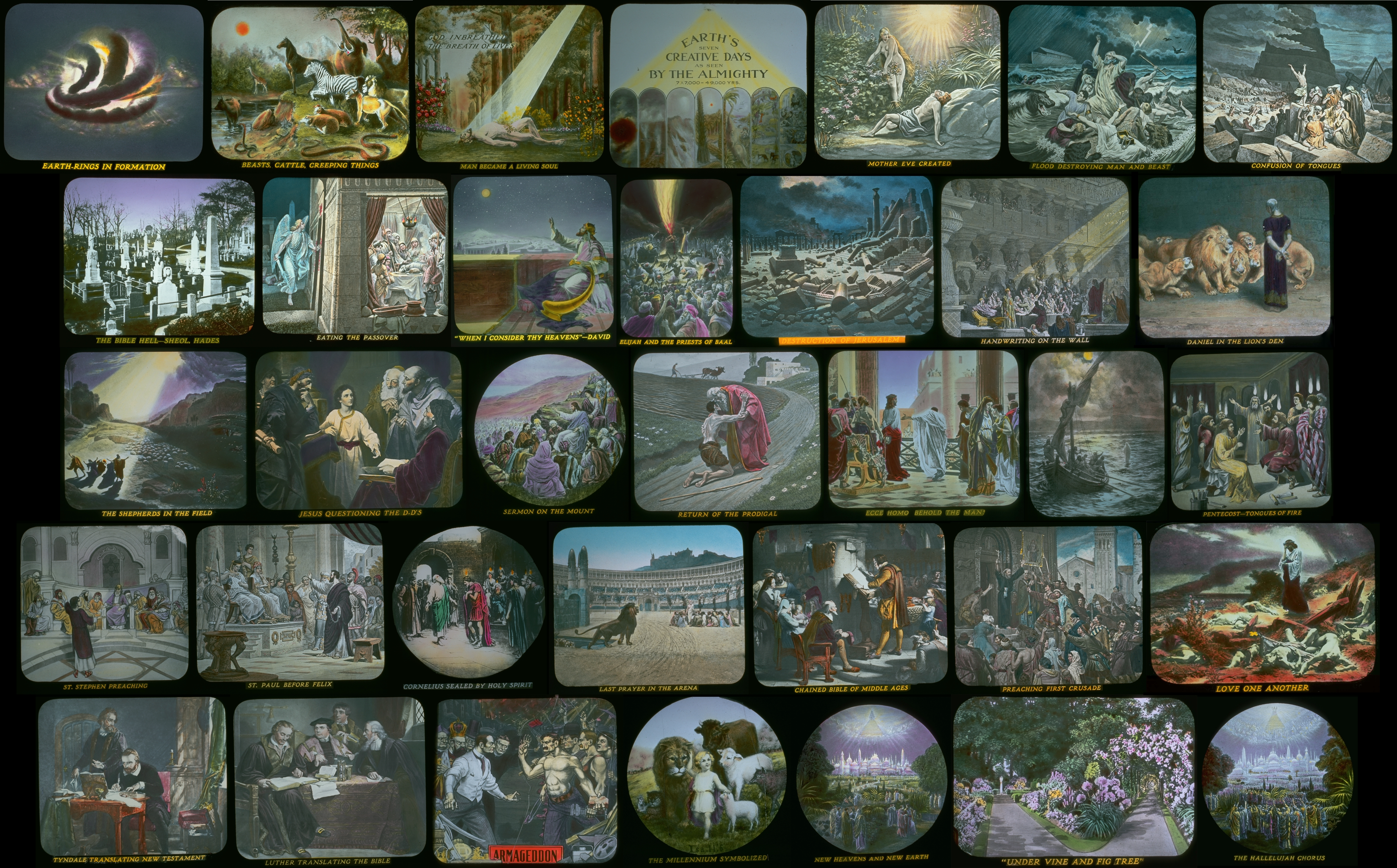
Fotodrama stworzenia wyświetlana była w Poznaniu i Kaliszu w latach 20. XX w.

Pierwsze udokumentowane relacje o  działalności Świadków Jehowy z Poznania pochodzą z 1904 roku. W roku 1906 niemieccy współwyznawcy, organizując tu serie wykładów (na terenie należącym wtedy do Cesarstwa Niemieckiego). Grupę w Poznaniu odwiedzali przedstawiciele niemieckiego biura, pielgrzymi: Otto A. Kötitz wiosną 1906 roku i Hermann Herkendell od roku 1910, 15 listopada 1913 roku Paul Balzereit, 26 lutego 1915 roku Bernhard Buchholz, wiosną 1916 roku pielgrzym Max Cunow (urodzony w Skokach (Schokken)), a w roku 1917 i 1919 pielgrzym Karl Wellershaus. W grudniu 1917 roku pielgrzym Zellmann odwiedził grupę w Poznaniu i Trzebiniach. Wiosną 1919 roku Weelershaus odwiedził też grupę w Trzebinach. 
W trakcie I wojny światowej zamieszkał w Poznaniu powracający z Niemiec Teofil Szmidt, który w 1914 roku obejrzał Fotodramę stworzenia. Skontaktował się z grupą poznańską i chociaż nie był jeszcze ochrzczony przewodniczył we wspólnym studium Biblii. W 1916 roku w Poznaniu grupa liczyła 21 osób. Chrztu Szmidtowi udzielił współwyznawca Kujat, który w roku 1918 przyjechał do Poznania z Berlina. Szmidt został oficjalnie sługą pierwszego zboru w Poznaniu.

#### Lata 20. XX wieku
Kiedy Szmidt w roku 1922 opuszczał Poznań, zbór liczył około 20 stałych członków.
Opiekę nad zborem poznańskim objął przybyły z Warszawy Władysław Kącki, który na swój koszt wynajął salę przy ul. Górna Wilda, gdzie wygłaszał wykłady. Wynajmowano też salę przy ul. Popilińskich, gdzie wyświetlana była Fotodrama stworzenia. Później wynajęto większą salę przy Drodze Dębińskiej na Wildzie, gdzie organizowano wykłady, a także obchodzono uroczystość Wieczerzy Pańskiej, na której w 1924 było obecnych 91 osób.
W połowie grudnia 1920 roku podczas działalności kaznodziejskiej w Czołowie w okolicach Koła, aresztowani zostali, pochodzący z tej miejscowości Józef Szcześniak i Stanisław Wypych z Kaczkowic. Po dwudniowym areszcie zostali zwolnieni i otrzymali dozór policyjny.
W roku 1921 oprócz Poznania działała również grupa w mieście Koło oraz w Aleksandrówku. 19 sierpnia 1921 roku Jan Szczesiak złożył w Starostwie Kolskim prośbę o zezwolenie na otwarcie tam „domu modlitwy”. W roku 1922 rozpoczęto prowadzenie działalności w Chodzieży.
W 1922 roku na uroczystości Pamiątki śmierci Jezusa Chrystusa w Aleksandrówce było 22 obecnych, a w 1923 – 23. W 1924 roku na uroczystości Pamiątki śmierci Jezusa Chrystusa w Poznaniu było 91 obecnych. W Poznaniu dochodziło do zakłóceń zebrań religijnych przez mieszkańców miasta.
W lutym 1925 roku działalność kaznodziejską prowadzono w Koźminie, Poznaniu (106 członków) i Gnieźnie (12). W kilku miastach Wielkopolski przemówienia wygłaszał Wacław Wnorowski.
18 sierpnia 1926 roku w poznańskim Sądzie Okręgowym toczyła się rozprawa w sprawie brutalnej napaści na uczestników zebrania w Poznaniu, która miała miejsce 15 czerwca 1924 roku. Sprawę pogromu opisał poznański „Przegląd Poranny” w czerwcu 1924 roku.
W 1926 roku na uroczystości Pamiątki śmierci Jezusa Chrystusa w Poznaniu było 60 obecnych, a w 1927 – 150.
Pod koniec lat 20. XX wieku powstały zbory w Kaliszu, Ostrowie Wielkopolskim i Lesznie. W roku 1927 dwóch kolporterów rozpoczęło działalność kaznodziejską w powiecie kaliskim, rok później działało tam ponad 10 głosicieli, a kilku w okolicach Pleszewa. W roku 1928 ci sami kolporterzy Raczek i Stawicki działali w okolicach Turka i Koła oraz Ostrzeszowa. Pod koniec sierpnia 1928 roku w Poznaniu odbyła się konwencja. Pod koniec lat 20. XX wieku w Kaliszu wyświetlano Fotodramę stworzenia. W 1929 roku przy ul. Poplińskich 12 w Poznaniu, w każdą niedzielę, wtorek i piątek odbywały się zebrania z udziałem 30 osób. Przewodniczył w nich Nowakowski.

#### Lata 30. XX wieku
W latach 30. XX wieku prokurator Sądu Apelacyjnego w Poznaniu odmówił wszczęcia postępowania przeciwko Świadkowi Jehowy (przyjęcie nowej nazwy w 1931 roku), którego księża oskarżyli o nazwanie duchowieństwa „organizacją Szatana”. Sam prokurator wykazał, że duch niemoralności, który panował na dworze papieża Aleksandra VI (1492–1503) i rozprzestrzeniał się na całe chrześcijaństwo, rzeczywiście był duchem szatańskiej organizacji. 27 września 1931 roku pielgrzym o nazwisku Rahbe odwiedził zbór w Bytowie. Regularną działalność kaznodziejską w Lesznie, Rawiczu, Jarocinie i Czarnkowie rozpoczęli pionierzy w latach 1932–1933. W roku 1934 regularną działalnością kaznodziejską objęto już całą Wielkopolskę, wygłaszano też wykłady. W roku 1935 pojawiły się grupy wyznawców m.in. w miejscowości Koźle i okolicach Gniezna. W roku 1936 zebrania zboru w Poznaniu odbywały się w lokalu przy ul. Fabrycznej 20/28. Pod tym adresem mieściła się też filia administracji czasopisma „Złoty Wiek”.

### W okresie II wojny światowej
- Fort VII w Poznaniu

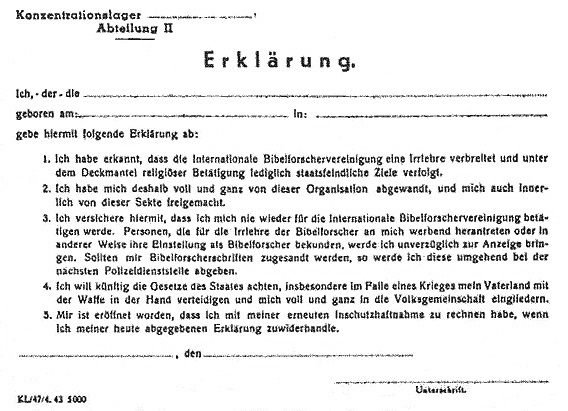
Hitlerowskie oświadczenie o wyrzeczeniu się wiary, którego podpisania odmawiali Świadkowie Jehowy

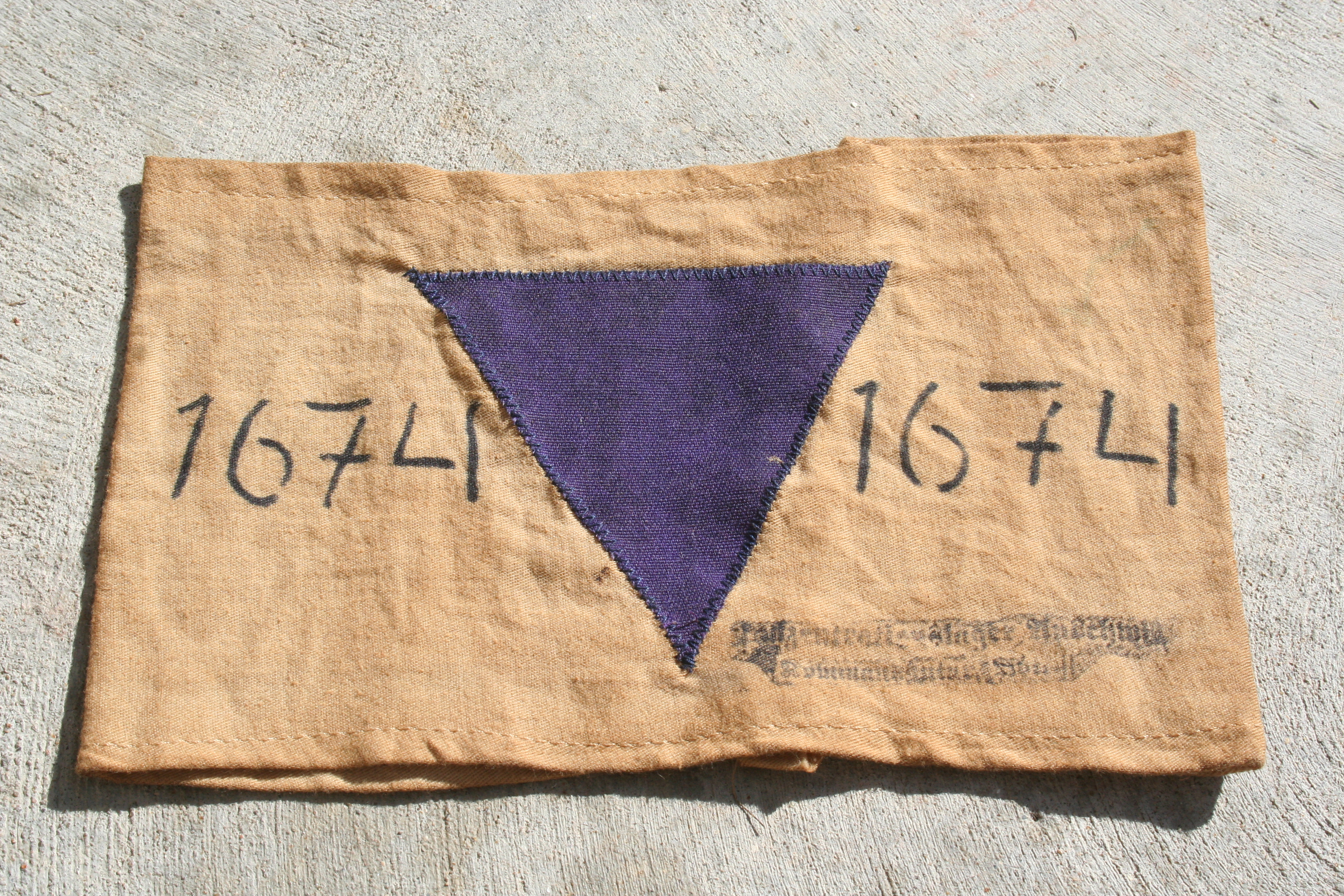
W czasie II wojny światowej wielu Świadków Jehowy zostało osadzonych w hitlerowskich obozach koncentracyjnych i nosiło znak – fioletowy trójkąt

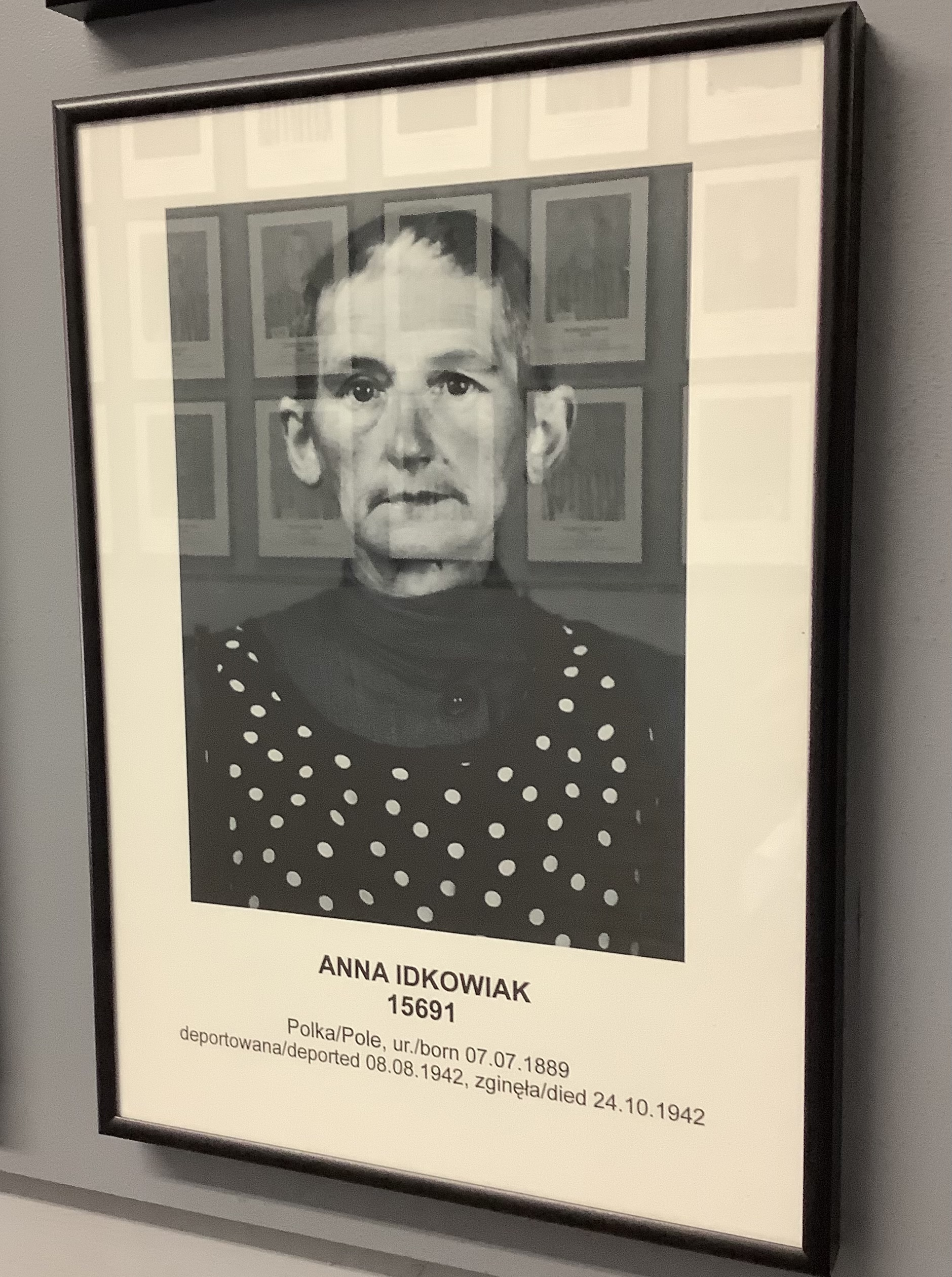
Anna Idkowiak z Poznania przywieziona do KL Auschwitz 8 sierpnia 1942 r., zmarła 24 października 1942 r.

6 i 7 maja 1942 roku ponad 70 członków poznańskiego zboru zostało aresztowanych, przewiezionych na przesłuchanie do Domu Żołnierza przy ul. Niezłomnych, a następnie większość trafiła do Fortu VII w Poznaniu. Był to skutek akcji gestapo, która wprowadziła do poznańskiego zboru swojego agenta udającego sympatyka Świadków Jehowy dzięki czemu dostał się do poznańskiego zboru, studiował Biblię, dał się ochrzcić i wywiedział się o adresy zamieszkania jego członków. Na zebraniu członków zboru przebrał się za kobietę w woalce, by sprawdzić, czy wszyscy są już obecni, po czym powrócił na zebranie już w mundurze SS. Ponieważ zebrania w trakcie II wojny światowej organizowano dla dwóch lub trzech rodzin, inni członkowie zboru byli zabierani ze swoich domów późnym wieczorem lub następnego dnia. Następną akcję gestapo przeprowadziło w maju 1943 roku, jednak nie miała już ona takiego zasięgu. Do obozów koncentracyjnych trafiło 69 głosicieli z Poznania, więźniami było również co najmniej około 68 Świadków Jehowy (60 osób ustalono imiennie) spośród których 22 osoby zginęły. Najmłodszy uwięziony miał 16 lat, najstarsza więźniarka miała 53 lata. Natomiast Franz Schipp został aresztowany 1 listopada 1939 roku „z powodu nie powstania podczas hymnu narodowego z okazji przemowy Führera”. Po dwutygodniowym pobycie w więzieniu przy ul. Młyńskiej został przewieziony do Fortu VII. Maria Rusin została aresztowana w maju 1943 roku.
Pojedyncze przypadki umieszczania Świadków Jehowy z Wielkopolski w obozach miały miejsce jeszcze w 1944 roku. Grupę co najmniej 60 Świadków Jehowy przewieziono do różnych obozów koncentracyjnych (17 do Auschwitz).
- Żabików

W obozie przejściowym Żabików więziono co najmniej 44 Świadków Jehowy (43 Polaków i 1 Niemiec; 23 kobiety i 21 mężczyzn) z których 11 zostało skierowanych z Fortu VII, a 33 zostało wysłanych przez poznańskie gestapo. Najmłodszy więzień miał 6, a najstarszy 47 lat. Ponieważ był to obóz przejściowy, więźniów wkrótce deportowano do innych obozów (w tym 13 do Auschwitz, 10 do Ravensbrück).

### W okresie powojennym
Po II wojnie światowej powstały nowe zbory. Zaraz po wojnie działał w Poznaniu zbór, który pomógł w odbudowie organizacji w zachodniej Polsce. Po powrocie wyznawców z obozów koncentracyjnych w roku 1945, małe grono Świadków Jehowy w Poznaniu rozrosło się do ok. 600 głosicieli, których podzielono na 3 zbory. Z działającego na terenie miasta jednego zboru powstały wtedy trzy (Poznań-Jeżyce, Poznań-Łazarz, Poznań-Wilda). Pod koniec roku 1945 przy ul. Fabrycznej w Poznaniu zbudowano Salę Królestwa na 60 osób.
W kwietniu 1946 roku na uroczystość Wieczerzy Pańskiej (Pamiątki) w Myśliborzu z całego terenu od Szczecina, Piły po Zieloną Górę przybyło 27 osób. We wrześniu 1946 roku Sąd Okręgowy w Poznaniu za odmowę pełnienia służby wojskowej skazał młodych Świadków Jehowy na kary ich od 2 do 5 lat więzienia. 23 lutego 1946 roku Wojskowy Sąd Okręgowy w Poznaniu skazał Feliksa Kępskiego na karę 5 lat pozbawienia wolności za odmowę pełnienia służby wojskowej (został zwolniony z więzienia 26 marca 1947 roku na podstawie przepisów o amnestii).
W grudniu 1947 roku na terenie województwa poznańskiego działało 121 zborów.
W dniach od 25 do 27 czerwca 1948 roku odbył się kongres w hali nr 7 na terenie Międzynarodowych Targów Poznańskich. Uczestniczyło w nim ponad 6000 osób (w tym około 4600 głosicieli), 278 osób zostało ochrzczonych.
W 1949 roku na 4 godziny przed rozpoczęciem konwencji okręgowej w Poznaniu obstawiono kordonem milicji gmach konwencyjny „Belweder”, nikogo nie wpuszczając do przygotowanej sali. Program konwencji przedstawiono w piwnicach rozpoczętej budowy Sali Królestwa przy ulicy Wierzbięcice w Poznaniu. Miała ona powstać na kupionym od miasta terenie rumowiska. Budowy jednak nie dokończono ze względu na zakaz działalności, jaki nastąpił w lipcu 1950 roku.

### Prześladowania

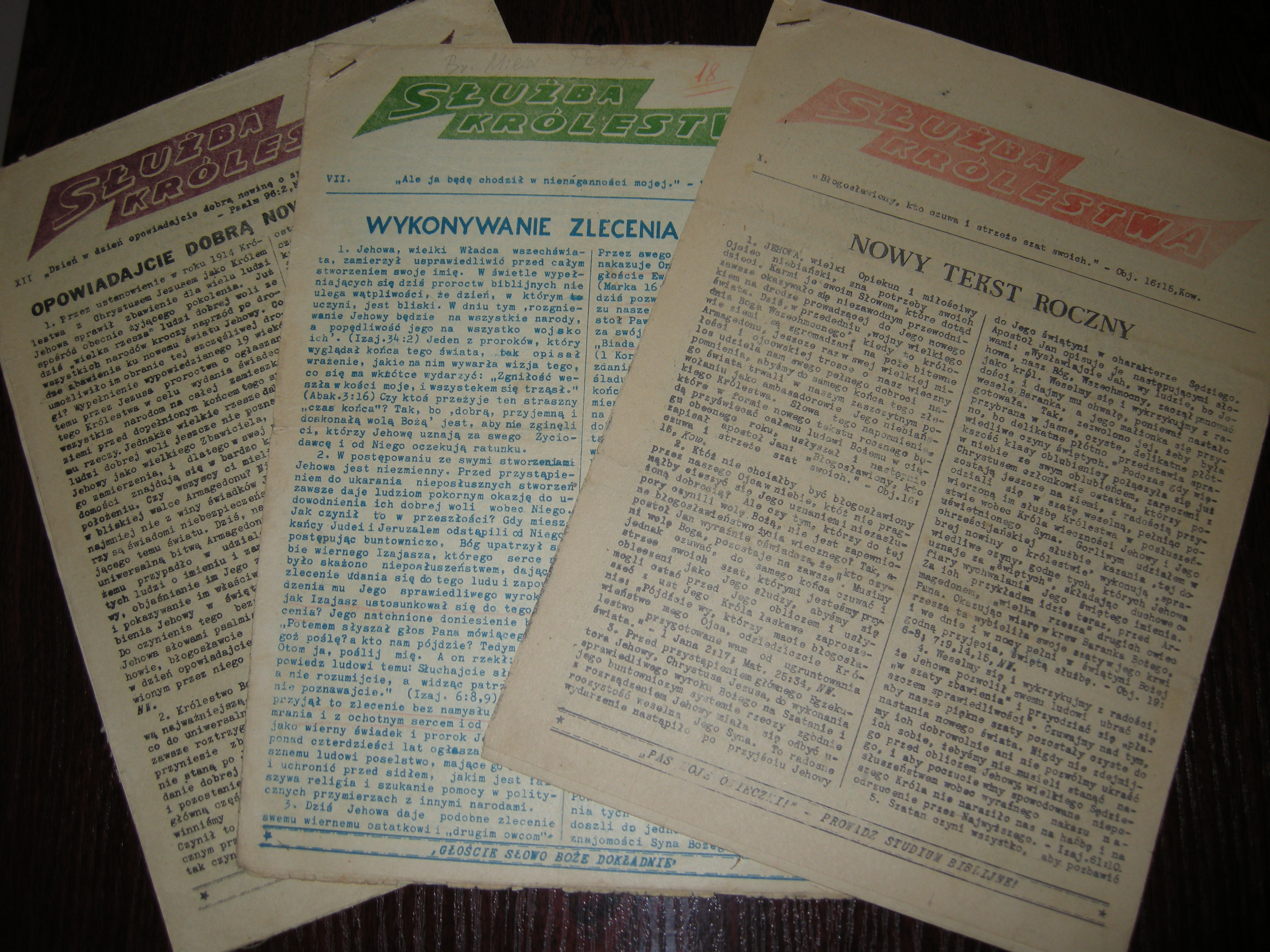
Publikacje Świadków Jehowy („Nasza Służba Królestwa” z lat 50. XX w.) drukowano potajemnie w okresie zakazu działalności również na terenie województwa wielkopolskiego

#### Lata 50. XX wieku
Według szacunków Wojewódzkiego Urzędu Bezpieczeństwa wiosną 1950 roku na terenie województwa działało 179 grup. WUB ustalił też informacje o 3470 głosicielach mieszkających w województwie poznańskim i oszacował liczbę głosicieli oraz osób zainteresowanych na około 8190. W czerwcu 1950 roku według kolejnych szacunków WUB działało 140 grup i co najmniej 6500 głosicieli. 
W województwie poznańskim poza główną akcją aresztowań przez UB z czerwca, 5 lipca 1950 roku przeprowadzono następną, podczas której aresztowano kolejnych głosicieli. Według niepełnych danych na dzień 8 lipca 1950 roku liczba aresztowanych w województwie wynosiła 22 osoby. Do 5 sierpnia 1950 roku liczba aresztowanych wzrosła do 64 osób, 39 osób zostało zwolnionych, a 25 pozostawało w areszcie.
We wrześniu 1950 roku nastąpiło aresztowanie przez UB 11 wyznawców ze zboru Poznań–Wilda. W mieście tym działali pionierzy z Wisły.
Z meldunków Sekcji III Wydziału V Wojewódzkiego Urzędu Bezpieczeństwa Publicznego w Poznaniu wynika, że od kwietnia do września 1950 roku aresztowano w całym województwie ok. 50 osób. Najwięcej wyznawców aresztowano w Poznaniu (ponad 30 osób), w Kaliszu i Szamotułach. Zatrzymano także mieszkających na terenie województwa wyznawców ze Śląska. Jak podaje Rocznik Świadków Jehowy (1994): „Nasza religijna działalność absolutnie w niczym władzom nie zagrażała. Wymowny dowód tego przedstawiono na innej rozprawie w Poznaniu. Obrońca przypomniał miejscowe wydarzenia z roku 1956, kiedy to tłum zaatakował zakład karny i uwolnił więźniów, w tym trzech Świadków Jehowy odsiadujących długoletnie wyroki. Ale – jak czytamy w wydanych później postanowieniach Wojskowego Sądu Garnizonowego – każdy z nich „zgłosił się niezwłocznie dobrowolnie do dyspozycji Milicji Obywatelskiej””. Niektóre przypadki znęcania się nad Świadkami Jehowy po wielu latach zakończyły się postawieniem osób dopuszczających się ich w stan oskarżenia przez Oddziałową Komisję Ścigania Zbrodni przeciwko Narodowi Polskiemu w Poznaniu. Na koniec 1950 roku spośród około 35 aresztowanych, 10 zostało skazanych na bezwzględne kary pozbawienia wolności. 
17 stycznia 1951 roku w Stawie koło Kalisza został aresztowany Tadeusz Czerniak, zmarł po 6 dniach tortur. 16 lipca 1951 roku Sąd Wojewódzki w Poznaniu na rok więzienia skazał Bolesława Figiela, który organizował zebrania Świadków Jehowy w Kaliszu.
Największe grupy Świadków Jehowy udało się zidentyfikować służbom bezpieczeństwa w okolicach Poznania – w Suchym Lesie – ok. 60 osób, i w samym mieście – 150 osób. W powiatach jarocińskim, międzychodzkim, konińskim i poznańskim liczba wyznawców sięgnęła ok. tysiąca osób. Na podstawie „instrukcji nr 29” Departamentu V Ministerstwa Bezpieczeństwa Publicznego z terenu miasta Poznania wysiedlano zidentyfikowanych Świadków Jehowy, mogli oni zamieszkiwać w odległości ok. 50 km od Poznania, oraz nie mogli osiedlać się w pasie przy granicznym, który ustalono dla nich na 30 km od granicy państwa. Prowadząc działania operacyjne, Sekcja IV Wydziału XI Wojewódzkiego Urzędu Bezpieczeństwa Publicznego w Poznaniu, prowadziła w latach 1952–1954 sprawę o kryptonimie „Uciekinierzy” przeciwko kierownictwu Obwodu I w Poznaniu, które podejrzewano o ukrywanie części „kierownictwa krajowego Świadków Jehowy po delegalizacji”.
W lutym 1953 roku Wydział XI WUBP w Poznaniu aresztował przypadkowo „sługę Okręgu II i członka Zarządu Krajowego” Zygfryda Adacha. W listopadzie 1953 roku Sąd Wojskowy w Poznaniu skazał Świadków Jehowy Zbigniewa Grajka, Czesława Grześkowiaka, Stanisława Konewkę i M. Skrzypczaka na kary od roku do trzech lat więzienia. Natomiast pozostałych aresztowanych – Franciszka Dudka, Jana Strugarka, Artura Wolskiego i Feliksa Cepskiego – przekazano do Komisji Specjalnej do Walki z Nadużyciami i Szkodnictwem Gospodarczym, która w postępowaniu doraźnym skazała wszystkich na dwa lata obozu pracy. Rozpoczęto trzy sprawy operacyjne o kryptonimach: „Tymoteusz” – dotyczącą rozpracowania Zygmunta Jankego, wchodzącego w skład kolejnego kierownictwa Obwodu 116; „Paweł” – dotyczącą rozpracowania Stanisława Smyka i Leona Włodarczyka oraz grupy Świadków Jehowy w Pile; „Stefan” – dotyczącą rozpracowania Stefana Wojdylaka i środowiska Świadków Jehowy w Gnieźnie. W latach 1950-1953 Komisja Specjalna do Walki z Nadużyciami i Szkodnictwem Gospodarczym w Warszawie prowadziła sprawy: „Rozpowszechnianie nielegalnej literatury oraz organizowanie konspiracyjnych zebrań przez świadków Jehowy w Poznaniu”, „Udzielanie pomocy oraz pełnienie funkcji łącznika w związku religijnym świadków Jehowy przez krawca z Kukułki pow. kaliski”, „Przechowywanie oraz rozpowszechnianie literatury sekty świadków Jehowy przez stolarza i inżyniera górnika w Poznaniu”, a w latach 1952-1954 sprawy „Propagowanie broszur sekty świadków Jehowy wśród robotników przez cieślę z Poznania”.
Na początku 1954 roku Wydział XI WUBP zakończył śledztwa w sprawach dotyczących Obwodu 11 – w Pleszewie i Józefa Kujanka, oraz Obwodu 12a – w Koninie i Edmunda Rajewskiego. W 1954 roku prowadzono sprawę o kryptonimie „Badacze” dotycząca grupy Świadków Jehowy w Pyrach oraz Antoniego Figiela. W 1954 roku służbom bezpieczeństwa udało się ustalić miejsce działania drukarni powielaczowej na poznańskim Junikowie, przy ul. Rzymskiej 4, w domu Jadwigi Tondery. 
Świadkowie Jehowy wprowadzili dwa nowe sposoby działalności bezpośredniej: pierwszy z nich to chodzenie od domu do domu parami i „szukanie pozostawionych w nich w latach 1949–1950 egzemplarzy Biblii”; drugą metodą było wysyłanie pocztą czasopism „Strażnica” do z góry wytypowanych osób, zwłaszcza do studentów poznańskich uczelni wyższych. Metoda ta została rozszyfrowana przez UB dopiero w roku 1956. 30 października 1954 roku Wydział XI WUBP zakończył sprawę agencyjną o kryptonimie „Heniek”, prowadzoną w celu rozpracowania obwodów leszczyńskiego i gorzowskiego. W jej wyniku aresztowano, a w kolejnym roku skazano na kary więzienia „sługi obwodów” i grup m.in.: Ludwika Królika z Leszna; Bolesława Grabowskiego, ze Śmigla; Kazimierza Domagałę z powiatu leszczyńskiego; Mieczysława Owsianko z Gorzowa Wielkopolskiego; Stanisława Sułka ze Złotoryi; Stanisława Krasińskiego z Leszna; Franciszka Zeifferta z Leszna oraz Ignacego Skorupińskiego ze Starkowa w powiecie wolsztyńskim. Obok tej grupy aresztowano także Bronisława Matuszka z Międzychodu i Jerzego Savary’ego z Wągrowca.
W 1958 roku aresztowano dwóch Świadków Jehowy, którzy kolportowali publikacje biblijne. 31 grudnia 1958 roku na 1 rok i 3 miesiące więzienia za działalność religijną został skazany Marian Lepionka. Karę odsiadywał w Kolonii Mrowino.
W czasie przesłuchań w latach 1950–1955 śmierć poniosło co najmniej osiemnastu Świadków Jehowy.

#### Lata 60. XX wieku
W latach 60. XX w. funkcjonariusze SB podkreślali w sprawozdaniach wzrost działalności misyjnej tego wyznania. „Aktywność misyjna wzmagała się w okresach letnich, kiedy członkowie tej społeczności w kilkuosobowych grupach wyruszali z namiotami na obozy wędrowne. Rozbijali namioty w ustalonych z góry miejscowościach, gdzie przebywali po kilka dni, chodząc od domu do domu i prowadząc swą misję głosicieli. Tylko w roku 1962 w miesiącach wakacyjnych w województwie poznańskim SB rozwiązała 6 takich obozów” – donosi sprawozdanie IPN – Świadkowie Jehowy w Wielkopolsce. Owo sprawozdanie dodaje: „W listopadzie 1962 r. aresztowano 6 osób oraz przejęto powielacz elektryczny, przybory introligatorskie i wydrukowane już numery „Strażnicy”, a także 52 metalowe matryce i 250 kg czystego papieru przygotowanego do druku. Zatrzymano i wydalono z Polski w lipcu 1962 r. obywatela USA polskiego pochodzenia Józefa Smaraka, który przebywając w starej ojczyźnie od maja tego roku, brał czynny udział w pracach misyjnych wyznania”.
W roku 1961 funkcjonariusze SB zlikwidowali drukarnie w Międzychodzie. W 1964 roku zatrzymano w ramach działań profilaktycznych 14 Świadków Jehowy, a kolejnych 12 zostało przekazanych do dyspozycji prokuratur wojskowych i skazanych przez sądy garnizonowe za odmowę odbycia zasadniczej służby wojskowej. W 1964 roku aresztowano – 3 osoby, rok później – 4, w 1966 roku – 3. Ustawiczne działania nękające nie przeszkodziły w odbudowywaniu – od połowy lat sześćdziesiątych – szeregów wspólnoty. Według sprawozdania z 1969 roku liczba członków wynosiła około 7 tys. i zdaniem funkcjonariuszy Wydziału IV SB była to najliczniejsza mniejszość wyznaniowa na tym terenie. Według dokumentów IPN: „W październiku 1966 roku w „Sekcji III Wydziału IV” rozpoczęto operacyjne rozpracowanie o kryptonimie „A-4”, mające na celu doprowadzenie do likwidacji nielegalnej drukarni oraz systemu kolportażu „Strażnicy”. Prace nad tą sprawą trwały aż do roku 1971. W roku 1967 udało się jedynie zlokalizować położenie siedmiu pomieszczeń, w których mogłaby taka drukarnia działać. Natomiast poza rozpracowaniem kilkunastu członków wspólnoty Wydział IV musiał przyznać się do porażki. Następne lata nie przyniosły przełomu w tej sprawie. W 1969 roku SB znalazła punkt redakcyjny, a w nim blisko 2 tys. sztuk „Strażnicy”.
Szczególnie od lat 60. XX wieku głosiciele w lecie prowadzą grupową wyjazdową działalność kaznodziejską na terenach, gdzie jest mniej wyznawców (wcześniejsze nazwy: grupy pionierskie, ośrodki pionierskie, obozy pionierskie).

#### Lata 70. XX wieku
W roku 1970 zlokalizowano introligatornię i przypadkowo aresztowano w Kaliszu wolontariusza z podziemnej drukarni. W lutym 1971 roku zlikwidowano jedną z drukarń w okolicy Kalisza. Jak stwierdzili funkcjonariusze – „całość wspólnoty, oprócz działań związanych z podstawową misją niesienia swojego posłania innym ludziom, starała się skonsolidować swoją wewnętrzną organizację i uczynić ją bardziej odporną na zakusy świata zewnętrznego. W miejsce kilkunastu działających w okręgu zborów utworzono kilka większych”.
29 marca 1971 roku w Poznaniu odbyła się rozprawa wobec sześciu Świadków Jehowy pełniących odpowiedzialne funkcje w związku wyznaniowym. Oskarżonych: Haralda Abta, Władysława Reszkę, Józefa Rajchela, Edmunda Frąckowiaka, Jana Wąsikowskiego oraz Henryka Grabowskiego skazano za przynależność do tajnej organizacji, za co otrzymali kary od 1 do 2,5 roku więzienia oraz grzywny. Po wniesionej przez obrońców apelacji Sąd Wojewódzki zmniejszył wymiar kary. Dzięki temu 3 lipca 1971 roku zwolniono ostatnich dwóch spośród szóstki oskarżonych.
W 1976 roku Służba Bezpieczeństwa prowadziła sprawę pod kryptonimem „Wiry”, dotyczącą funkcjonowania drukarni w Luboniu.
Pod koniec 1977 roku przedstawiciele Ciała Kierowniczego Świadków Jehowy oficjalnie spotkali się z niektórymi wyznawcami na terenie obecnego województwa (m.in. 27 grudnia w Kaliszu i Jarocinie, a 29 grudnia w Poznaniu).
W latach 80. XX wieku Świadków Jehowy inwigilowano już z mniejszym nasileniem.

### Rozwój działalności

#### Kongresy i zgromadzenia

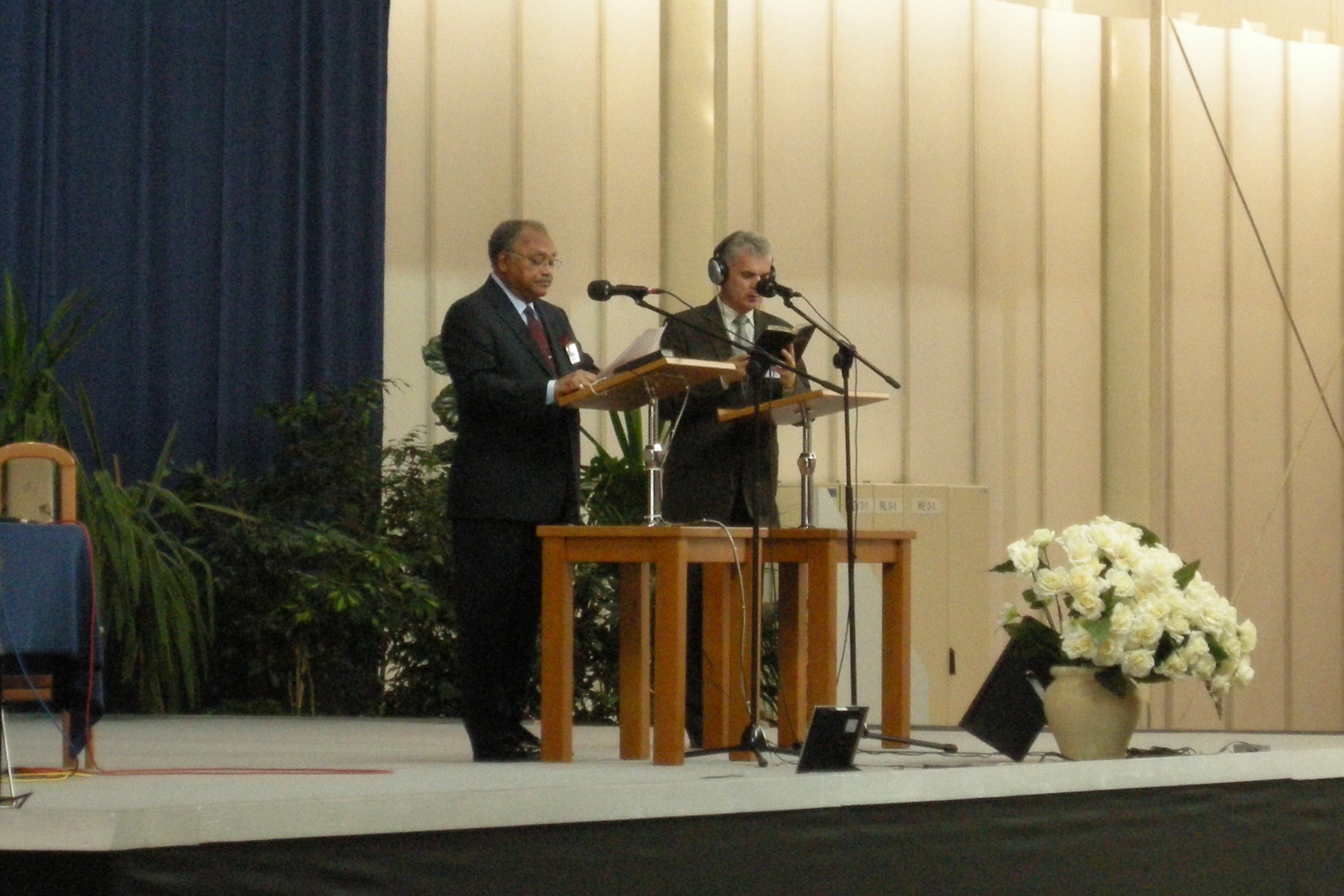
Samuel F. Herd (z lewej) z Ciała Kierowniczego Świadków Jehowy przemawia na kongresie międzynarodowym pod hasłem „Czuwajcie!” w Poznaniu (2009)

Kongresy regionalne odbywają się w Poznaniu (obiekty Międzynarodowych Targów Poznańskich) oraz w Ostrowie Wielkopolskim (3mk Arena Ostrów).
Od roku 1982 rozpoczęto organizować kongresy w wynajętych halach i na stadionach. W roku 1982 kongres pod hasłem „Prawda o Królestwie” odbył się w sali Izby Rzemieślniczej w Poznaniu. W roku 1983 kongres pod hasłem „Jedność dzięki Królestwu” odbył się w poznańskiej Arenie. 23–25 sierpnia 1985 roku na Stadionie Warty w Poznaniu odbył się kongres międzynarodowy pod hasłem „Lud zachowujący prawość”, na którym obecni byli delegaci z 16 krajów. Najwyższa liczba obecnych wyniosła 19 305 osób, a 715 ochrzczono. W Poznaniu kongresy odbyły się w 1986 roku („Pokój Boży”), w 1987 roku („Zaufaj Jehowie”) i w 1988 roku („Sprawiedliwość Boża”).
Kolejny kongres międzynarodowy, pod hasłem „Prawdziwa pobożność” odbył się 4–6 sierpnia 1989 roku w Poznaniu. Na stadionie Warty było 40 442 obecnych – ochrzczono 1525 osób. Część programu tłumaczono jednocześnie na 16 języków. W Poznaniu i okolicach przygotowano noclegi dla 16 tys. delegatów z ponad 37 krajów.
Po odzyskaniu uznania prawnego w Polsce (maj 1989) zaczęto organizować kongresy i inne zgromadzenia w halach, na stadionach w Poznaniu (Olimpii Poznań: 1990 („Czysta mowa”), 1991 („Lud miłujący wolność”), 1992 („Nosiciele światła”), 1993 („Pouczani przez Boga”), 1994 („Bojaźń Boża”), 1995 („Rozradowani chwalcy Boga”), 1996 („Posłańcy pokoju Bożego”), 1997 („Wiara w Słowo Boże”), 1998 („Boża droga życia”), 1999 („Prorocze słowo Boże”), 2000 („Wykonawcy słowa Bożego”), 2001 („Nauczyciele słowa Bożego”), 2002 („Gorliwi głosiciele Królestwa”).
W latach 1994–2002 kongresy odbyły się również na stadionie KS Calisia w Kaliszu.
W roku 2003 („Oddajcie chwałę Bogu”), w roku 2004 („Chodź z Bogiem”) i 2005 roku („Posłuszni Bogu”) kongresy odbyły się na stadionie Olimpii Poznań oraz na Stadionie Miejskim w Ostrowie Wielkopolskim.
4–6 sierpnia 2006 roku na Stadionie Lecha w Poznaniu odbył się kongres międzynarodowy pod hasłem „Wyzwolenie jest blisko!” (program w językach: polskim i fińskim). Liczba obecnych wyniosła 24 805 osób, 286 osób zostało ochrzczonych. Przed kongresem wolontariusze wykonali szereg prac porządkowych.
W 2007 roku na Stadionie Olimpii Poznań zorganizowano kongres pod hasłem „Naśladuj Chrystusa!”, w którym wzięło udział ponad 9 tys. osób, a 96 ochrzczono. Przed kongresem około 2000 wolontariuszy posprzątało i naprawiło infrastrukturę stadionu). Kongres odbył się również na Stadionie Miejskim w Ostrowie Wielkopolskim.
W 2008 roku kongres pod hasłem „Kierowani duchem Bożym” odbył się w Poznaniu i Ostrowie Wielkopolskim. W kongresie na Stadionie Miejskim w Poznaniu uczestniczyło przeszło 9 tys. osób. Tydzień przed kongresem 1800 wolontariuszy wysprzątało obiekt. W Ostrowie Wielkopolskim kongres zorganizowano na Stadionie Miejskim.
16–19 lipca 2009 roku na terenie MTP odbył się kongres międzynarodowy pod hasłem „Czuwajcie!”, na którym było 20 133 obecnych z 10 krajów.
W 2010 roku kongres pod hasłem „Trwaj przy Jehowie!” odbył się na terenie Międzynarodowych Targów Poznańskich. Uczestniczyło w nim ponad 7000 osób, ochrzczono 82 osoby. W 2011 roku na terenie MTP odbył się kongres pod hasłem „Niech przyjdzie Królestwo Boże!” . Uczestniczyło w nim ponad 10 tysięcy osób, a 66 zostało ochrzczonych. W 2012 roku na kongresie pod hasłem „Strzeż swego serca!” zgromadziło się tam (MTP) przeszło 10 tysięcy osób. W 2013 roku w kongresie pod hasłem „Słowo Boże jest prawdą!”, który się tam odbył uczestniczyło ponad 12 tysięcy osób, 74 osoby zostały ochrzczone.
W 2014 roku kongres pod hasłem „Szukajmy najpierw Królestwa Bożego!” również odbył się na terenie obiektów MTP oraz w Arenie Kalisz.
W tych samych miejscach odbyły się kongresy w roku 2015 („Naśladujmy Jezusa!”), 2016 („Lojalnie trwajmy przy Jehowie!”). Ponad 5 tysięcy obecnych, ochrzczono 33 osoby i 2017 („Nie poddawaj się!”).
Na terenie MTP w Poznaniu oraz w Sali Zgromadzeń w Stęszewie zorganizowano kongres w 2018 roku pod hasłem „Bądź odważny!”, w 2019 roku pod hasłem „Miłość nigdy nie zawodzi!” (15 267 obecnych, 100 osób ochrzczono).
W 2023 roku kongres pod hasłem „Okazujcie cierpliwość!” odbył się w obiektach Międzynarodowych Targów Poznańskich oraz w 3mk Arena Ostrów.
W 2024 roku w tych samych obiektach zorganizowano kongres regionalny pod hasłem „Głośmy dobrą nowinę!”.
Zgromadzenia obwodowe odbywały się m.in. w Poznaniu, Kaliszu, Pile, Jarocinie (hala L.O.) i w Koninie (w Hali Sportowej KWB „Konin”).

#### Sale Królestwa
Pod koniec lat 80. XX powstały najpierw nieoficjalne Sale Królestwa (m.in. w Gnieźnie (1987)), Chodzieży (3.09.1988), a po uzyskaniu rejestracji prawnej w 1989 roku, już oficjalne (w ostatnich latach m.in. w Głuchowie [2000], Koźminie [2004], Wągrowcu [2018], w Siąszycach [2022]), nowa w Gnieźnie [2023] oraz nowa w Chodzieży (Ratajach) [2023]; planuje się budowę nowej w Rawiczu).

#### Wystawy i konferencje naukowe poświęcone represjom w trakcie II wojny światowej i okresu powojennego
W maju 2008 roku w byłym hitlerowskim Obozie karno-śledczym w Żabikowie oraz w Forcie VII w Poznaniu prezentowana była wystawa Więzieni za wiarę – Świadkowie Jehowy a hitleryzm, poświęcona ich neutralności w okresie nazizmu.
Od 8 listopada 2007 do 5 października 2010 roku poznański oddział Instytutu Pamięci Narodowej przy współudziale Instytutu Historii UAM zorganizował cykl czterech konferencji naukowych pod hasłem: „Władze wobec Kościołów i związków wyznaniowych w Wielkopolsce w latach 1945–1989” z udziałem zarówno historyków, jak i świadków historii. Częścią tego cyklu konferencji były wykłady dr hab. Jana Miłosza „Prześladowania Świadków Jehowy na terenie woj. poznańskiego”, „Już nie szpiedzy, jeszcze nielegalni – Świadkowie Jehowy w oczach wielkopolskiej SB w latach 1956–1970”, „Świadkowie Jehowy w dobie gierkowskiego otwarcia” i „Świadkowie Jehowy w latach osiemdziesiątych XX wieku jako obiekt zainteresowania władz”, które dotyczyły wielkopolskich Świadków Jehowy. Prelegent na przykładzie losów kilku członków tej społeczności przedstawił szczególnie zacięte represje ze strony władz komunistycznych wobec Świadków Jehowy.

#### Konferencje medyczne dotyczące leczenia Świadków Jehowy
8 lutego 2016 roku w Centrum Kongresowo-Dydaktycznym Uniwersytetu Medycznego im. Karola Marcinkowskiego w Poznaniu w ramach cyklów wykładów zorganizowanych przez Studenckie Koło Naukowe Etyki i Bioetyki, działające przy Katedrze Nauk Społecznych UMP poświęconych problematyce transkulturowości w medycynie pt. „Transkulturowa opieka medyczna w obliczu narodzin i śmierci”, przedstawiciele Służby Informacji o Szpitalach przedstawili prezentację „Świadkowie Jehowy – społeczność i potencjalni pacjenci”. Zawierała informacje związane z odmiennością kulturową Świadków Jehowy i jej wpływem na świadczenie opieki medycznej. W tym samym miejscu 5 grudnia 2017 roku odbyła się I Międzynarodowa Konferencja Naukowa pt. „Międzykulturowa opieka medyczna wyzwaniem dla zespołu interdyscyplinarnego”, na której przedstawiono prezentację pt. „Świadkowie Jehowy – wyzwanie natury chirurgiczno etycznej”. Taka sama prezentacja miała miejsce 18 stycznia 2018 roku w poznańskim oddziale Polskiego Towarzystwa Onkologicznego.

#### Bezkrwawa chirurgia
W placówkach medycznych na terenie województwa wielkopolskiego zespoły medyczne operują Świadków Jehowy bez krwi.

#### Działalność wśród obcokrajowców i w polskim języku migowym
Działalność jest prowadzona również wśród obcokrajowców. Oprócz zebrań zborowych w języku polskim i polskim migowym (Poznań), są one organizowane także w języku angielskim (Poznań), hiszpańskim (Kalisz, Międzychód), rosyjskim (Poznań (2 zbory), Grabów nad Prosną, Piła) i ukraińskim (Poznań, Kalisz) (w Poznaniu do 2020 roku też w języku bułgarskim i chińskim, a do wiosny 2022 roku także w języku hiszpańskim).
Na przełomie lat 80 i 90. XX wieku rozpoczęto tłumaczenie symultanicznie zebrań zborowych na język migowy. Niesłyszący korzystali z tłumaczonego symultanicznie programu w czasie kongresów, od 2005 roku z programu przedstawianego wyłącznie w tym języku. Od stycznia 2007 roku w Poznaniu działa zbór polskiego języka migowego.

#### Pozostała działalność i wydarzenia
Świadkowie Jehowy prowadzą także biblijną działalność wychowawczą w zakładach karnych, studiując Biblię z więźniami.
W 2008 roku na terenie województwa działało 139 zborów. W 2010 roku było 10 183 głosicieli w 142 zborach oraz 82 Sal Królestwa.
W latach 2012–2020 nastąpiła reorganizacja zborów, wskutek czego zbory stały się większe i lepiej zorganizowane, lecz ich liczba zmniejszyła się.
W roku 2013 rozpoczęto specjalne świadczenie publiczne na terenie wielkomiejskim obejmujące Poznań. Wdrożono też program świadczenia publicznego na terenie poszczególnych zborów za pomocą wózków z literaturą biblijną.
14 marca 2014 roku doszło do napadu podczas zebrania w Sali Królestwa Świadków Jehowy w Poznaniu. Napastnik ranił trzy osoby, w tym jedną ciężko. Po zatrzymaniu przez policję usłyszał zarzut usiłowania zabójstwa. Sprawca spędził 6 tygodni na obserwacji psychiatrycznej. Biegli sądowi wnioskowali o zastosowanie leczenia w zamkniętym zakładzie psychiatrycznym.
W 2015 roku było 10 032 głosicieli w 116 zborach. W roku 2018 liczba głosicieli wynosiła 9678 należących do 111 zborów. W 2021 roku było 9485 głosicieli należących do 108 zborów, w których usługiwało 797 starszych zboru. W dniach od 10 do 12 marca 2023 roku Świadkowie Jehowy brali udział w „Poznańskich Targach Książki”.

#### Kursy
W listopadzie 2015 roku w Poznaniu zakończyła naukę 4 klasa, a 8 marca 2020 roku 29 klasa Kursu dla Ewangelizatorów Królestwa.

#### Działalność w ośrodkach penitencjarnych
Od 12 maja 1989 roku, kiedy to Świadkowie Jehowy w Polsce zostali oficjalnie zarejestrowani, specjalnie przygotowani kaznodzieje odwiedzają zakłady karne i areszty na terenie województwa (w Gębarzewie, Ostrowie Wielkopolskim, Poznaniu, w Kaliszu, Rawiczu i we Wronkach), aby prowadzić tam działalność kaznodziejską.

#### Pomoc humanitarna
Od końca lutego 2022 roku rozpoczęto organizowanie pomocy dla Świadków Jehowy z Ukrainy, uchodźców – ofiar inwazji Rosji. W tym celu na terenie województwa powołano jeden z 16 Komitetów Pomocy Doraźnej działających w Polsce, składający się z przeszkolonych wolontariuszy. W Sali Zgromadzeń w Stęszewie zorganizowano centrum, w którym wolontariusze przygotowują pakiety pomocy humanitarnej, które są transportowane do potrzebujących na Ukrainie.

## Sala Zgromadzeń

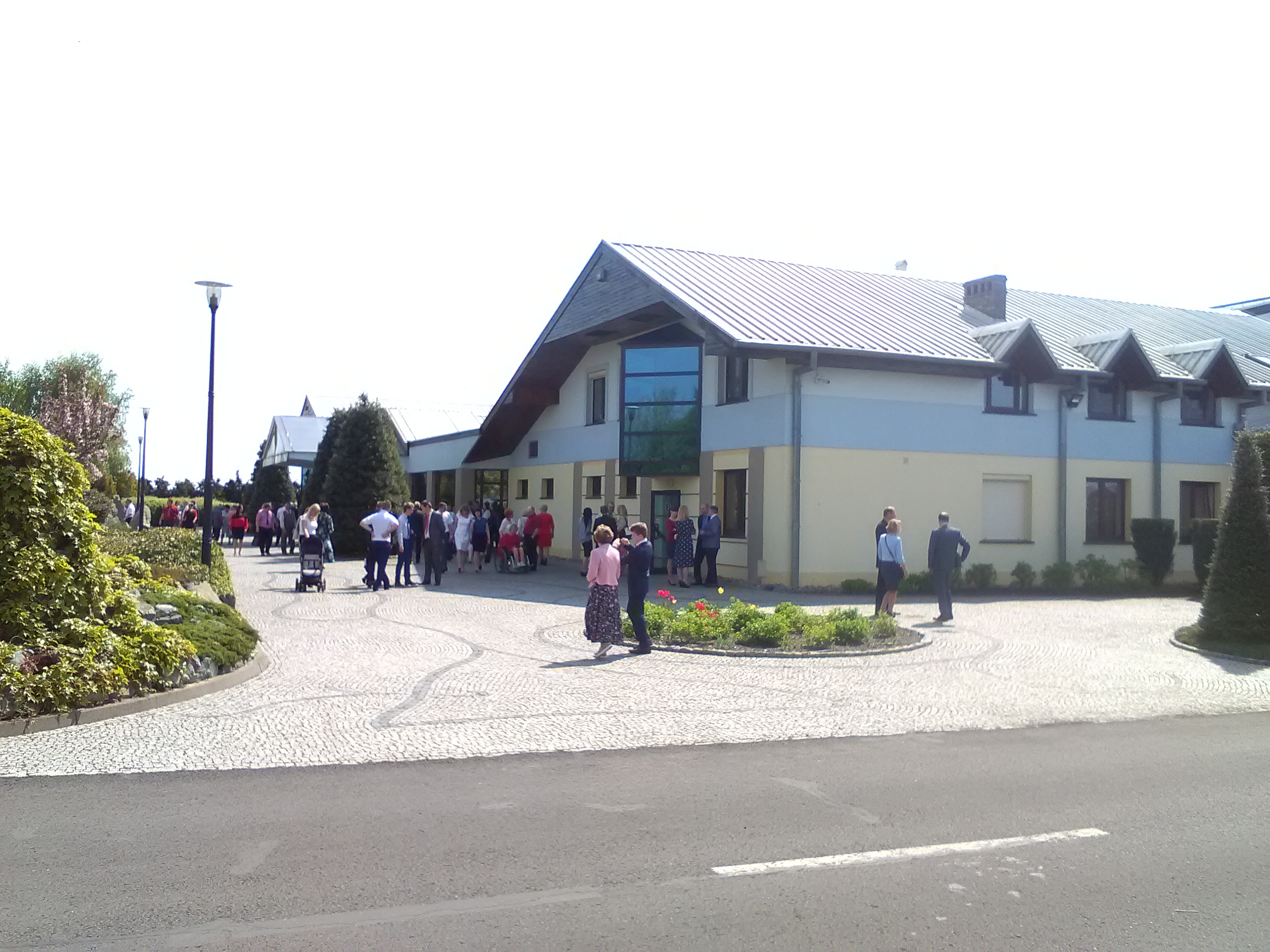
Sala Zgromadzeń we wsi Łódź w gminie Stęszew

Sala Zgromadzeń w Stęszewie przy ul. Mosińskiej 7, z której korzysta większość zborów wielkopolskich i lubuskich (oprócz zborów z północnych krańców województwa, które korzystali z Sali Zgromadzeń w Mostach oraz wschodniej części województwa, które korzystały z Sali Zgromadzeń w Łodzi), oraz kilka zborów z dolnośląskich (z rejonów Głogowa, Polkowic, Góry) i kujawsko-pomorskich (z południowo-wschodniego rejonu) oraz zbory z części obwodu rosyjskojęzycznego (zgromadzenia obwodowe w języku rosyjskim). Sala została wybudowana od podstaw, a uroczyście została oddana do użytku 22 września 2001 roku. Liczba miejsc: 1100. Odbywały się tu również zgromadzenia obwodowe w polskim języku migowym. W 2022 roku zorganizowano tu centrum, w którym wolontariusze przygotowują pakiety pomocy humanitarnej dla Świadków Jehowy na Ukrainie.

## Zbory

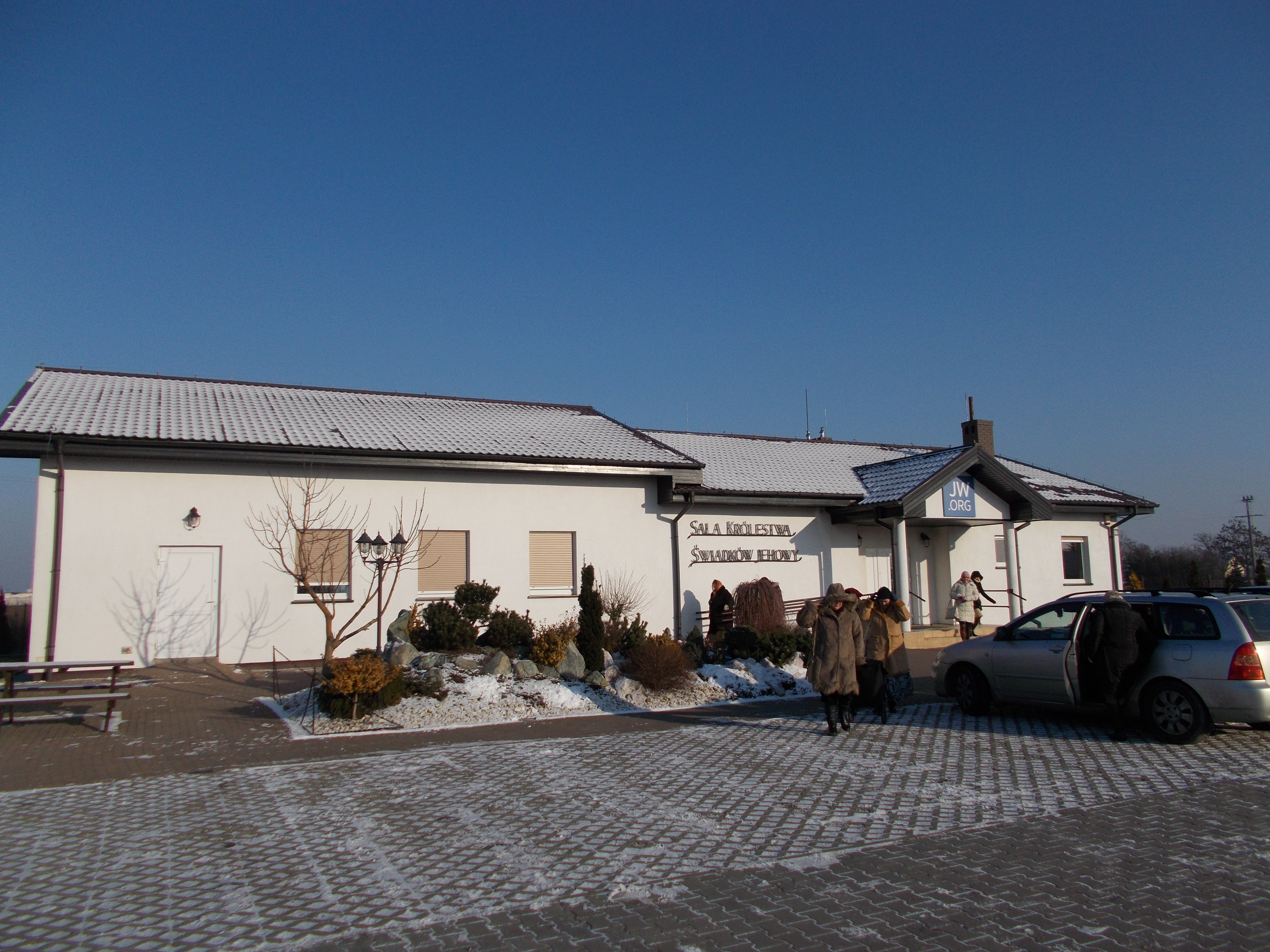
Sala Królestwa w Poznaniu–Szczepankowie

Poniższa lista obejmuje zbory zgromadzające się na terenie województwa według stanu z sierpnia 2024:
Na terenie miast na prawach powiatu
- Kalisz: 5 zborów: Chmielnik, Kaliniec, Ogrody (w tym grupa ukraińskojęzyczna), Skalmierzyce, Tyniec (w tym grupa hiszpańskojęzyczna)
- Konin: 4 zbory: Centrum, Glinka, Starówka, Zatorze
- Leszno: 2 zbory: Centrum, Zachód
- Poznań: 27 zborów: Angielski, Centrum, Dębiec, Główna, Górczyn, Jeżyce, Łazarz, Migowy, Naramowice, Nowe Miasto, Ogrody, Piątkowo, Podolany, Przeźmierowo, Rosyjski–Południe, Rosyjski–Północ, Smochowice, Sołacz, Starołęka, Szczepankowo, Ukraiński, Wilda, Winogrady oraz Grunwald (Sala Królestwa: Skórzewo), Junikowo (Sala Królestwa: Skórzewo), Plewiska (Sala Królestwa: Głuchowo), Słoneczna (Sala Królestwa: Skórzewo)

Na terenie powiatów
- powiat chodzieski: 2 zbory: Chodzież–Południe, Chodzież–Północ (Sala Królestwa: Rataje)
- powiat czarnkowsko-trzcianecki: 3 zbory: Czarnków, Krzyż Wielkopolski (Sala Królestwa: Drezdenko), Trzcianka
- powiat gnieźnieński: 2 zbory: Gniezno–Centrum, Gniezno–Nowe Miasto
- powiat gostyński: 1 zbór: Gostyń
- powiat grodziski: 1 zbór: Grodzisk Wielkopolski
- powiat jarociński: 2 zbory: Jarocin–Wschód, Jarocin–Zachód
- powiat kaliski: 2 zbory: Kuszyn, Zbiersk (Sala Królestwa: Siąszyce)
- powiat kępiński: brak zborów
- powiat kolski: 3 zbory: Kłodawa, Koło–Wschód, Koło–Zachód
- powiat koniński: 5 zborów: Golina, Grodziec (Sala Królestwa: Siąszyce), Kazimierz Biskupi, Rychwał (Sala Królestwa: Siąszyce), Ślesin
- powiat kościański: 2 zbory: Czempiń (Sala Królestwa: Piotrkowice), Kościan
- powiat krotoszyński: 2 zbory: Koźmin, Krotoszyn
- powiat leszczyński: nie ma zborów
- powiat międzychodzki: 2 zbory: Międzychód (w tym grupa hiszpańskojęzyczna) (Sala Królestwa: Bielsko), Sieraków (Sala Królestwa: Bielsko)
- powiat nowotomyski: 4 zbory: Buk (Sala Królestwa: Opalenica), Nowy Tomyśl–Wschód, Nowy Tomyśl–Zachód (Sala Królestwa: Glinno), Opalenica
- powiat obornicki: 1 zbór: Rogoźno
- powiat ostrowski: 3 zbory: Ostrów Wielkopolski–Północ, Ostrów Wielkopolski–Wschód, Ostrów Wielkopolski–Zachód
- powiat ostrzeszowski: 2 zbory: Grabów nad Prosną (w tym grupa rosyjskojęzyczna), Ostrzeszów
- powiat pilski: 4 zbory: Piła–Północ, Piła–Śródmieście, Piła–Wschód (w tym grupa rosyjskojęzyczna), Piła-Zachód
- powiat pleszewski: 2 zbory: Chocz, Pleszew
- powiat poznański: 9 zborów: Dopiewo (Sala Królestwa: Głuchowo), Kostrzyn Wielkopolski (Sala Królestwa: Czerlejnko[192]), Koziegłowy (Sala Królestwa: Poznań), Kórnik, Luboń, Mosina, Pobiedziska; Puszczykowo (Sala Królestwa: Mosina), Rokietnica, Swarzędz (Sala Królestwa: Czerlejnko)
- powiat rawicki: 1 zbór: Rawicz (Sala Królestwa: Góra)
- powiat słupecki: 3 zbory: Słupca–Centrum, Słupca–Południe, Słupca–Północ
- powiat szamotulski: 2 zbory: Pniewy, Szamotuły
- powiat średzki: 1 zbór: Środa Wielkopolska
- powiat śremski: 2 zbory: Śrem–Południe, Śrem–Północ
- powiat turecki: 2 zbory: Turek–Wschód, Turek–Zachód
- powiat wągrowiecki: 1 zbór: Wągrowiec
- powiat wolsztyński: 2 zbory: Mochy, Wolsztyn
- powiat wrzesiński: 2 zbory: Września–Południe, Września–Północ (Sala Królestwa: Bierzglinek)
- powiat złotowski: 1 zbór: Złotów